# Valjouffrey
Valjouffrey település Franciaországban, Isère megyében. Lakosainak száma 167 fő (2022. január 1.). Valjouffrey Aspres-lès-Corps, La Chapelle-en-Valgaudémar, Saint-Maurice-en-Valgodemard, Villar-Loubière, Le Bourg-d’Oisans, Entraigues, Saint-Christophe-en-Oisans, La Salette-Fallavaux, Chantepérier és Les Deux Alpes községekkel határos.

## Népesség
A település népessége az elmúlt években az alábbi módon változott:
| Lakosok száma | 124  | 107  | 164  | 136  | 158  | 145  | 135  | 130  | 142  | 167  |
|               | 1968 | 1982 | 1990 | 2006 | 2013 | 2015 | 2017 | 2019 | 2020 | 2022 |